# Ardusat
Ardusat es una comuna ubicada en el distrito de Maramureș, Rumania.

## Superficie
Cuenta con una superficie de 31,09 kilómetros cuadrados.

## Demografía
Hasta 2021 la población era de 2551 habitantes, con una densidad de población de 82,05 habitantes por kilómetro cuadrado.